# Senzor infraroșu pasiv
Senzorul infraroșu pasiv (în engleză: PIR sensor) este un dispozitiv electronic care măsoară radiația infraroșie emisă de obiecte aflate în câmpul său vizual. Este mai ales folosit în construcția detectoarelor de mișcare.

## Detectoare de mișcare
Un detector de mișcare este un dispozitiv de recunoaștere a mișcărilor de corpuri (obiecte, persoane) în vecinătatea lui. Un astfel de detector conține un mecanism fizic sau un senzor electronic care cuantifică mișcarea și care poate să fie integrat sau conectat la alte dispozitive care să alerteze utilizatorul de prezența unui obiect în mișcare în raza de acțiune a senzorului. Detectoarele de mișcare sunt o componentă vitală a sistemelor de securitate atât pentru locuințe cât și pentru firme (companii).
Senzorul infraroșu pasiv este cel mai utilizat senzor în detectoare de mișcare. Se adaptează optimal la detecția mișcărilor ce provoacă schimbări în poziționarea unghiulară față de  el  a corpurilor, atunci când ele se află în raza de acțiune a senzorului.

## Senzor  infraroșu pasiv
Un senzor pasiv în infraroșu (senzor PIR) este un dispozitiv electronic care măsoară radiația infraroșie (IR) provenită de la obiecte aflate în câmpul său vizual. Aparent mișcarea este detectată atunci când un corp cu o anumită temperatură (cum ar fi un om sau un animal) trece prin fața sursei infraroșu (adică un alt corp, obiect) cu o altă temperatură, cum ar fi un perete. Acest lucru înseamnă că  senzorul detectează căldura de la trecerea unui obiect prin câmpul de acțiune al senzorului și acel obiect rupe câmpul pe care senzorul l-a determinat anterior ca fiind “normal”. Orice obiect, chiar unul de aceeași temperatură ca și obiectele din jur va activa senzorul PIR dacă corpul se deplasează în câmpul vizual al senzorului3[nefuncțională – arhivă]
.
Toate corpurile emit energie sub formă de radiații. Radiațiile infraroșii sunt invizibile pentru ochiul uman, dar pot fi detectate de dispozitive electronice concepute în acest sens.

## Principiul de funcționare
Senzorul cu infraroșu pasiv , (în engleză, prescurtat PIR) reacționează la schimbarea temperaturii cauzată de schimbarea fluxului radiant (în principal radiație termică în infraroșu, lungimea de undă fiind de aproximativ 10 µm) de la oameni, animale și vehicule aflate în vecinătatea senzorului. Senzorul (de mișcare) cu infraroșu nu răspunde la diferențele termice statice, care sunt cauzate prin mijloace naturale cum ar fi expunerea la lumina soarelui - percepe numai semnale de schimbare, cum ar fi atunci când o persoană intră în raza de sensibilitate infraroșie (detecție) a senzorului.
În fața senzorului propriu-zis - în distanța focală - se găsește o cupolă sferică sau cilindrică de lentile mici curbe convexe albe, din material plastic noros, dar este în mod clar în infraroșu transparent. Aceste lentile multiple colectează lumină în infraroșu. 
Lumina în infraroșu ajunge la senzorul propriu-zis care transformă această energie infraroșie în energie electrică, care poate fi analizată de un circuit de procesare (procesor) și care va diferenția alarmele false de alarmele reale.

## Sisteme de iluminat cu senzori infraroșu
Senzorul de mișcare infraroșu (PIR) detectează căldura emisă de un organism din câmpul său de acțiune. Senzorii sunt adesea montați la corpurile de iluminat pentru siguranța casei.
Senzorul PIR se activează atunci când o persoană în mișcare trece prin raza de acțiune a senzorului și întrerupe starea pe care senzorul o consideră normală până în acel moment.
Corpurile de iluminat cu tehnologia senzorilor de mișcare infraroșu (PIR) se aprinde atunci când o persoană trece prin câmpul de acțiune al senzorului, iar senzorul nu va activa lumina dacă o persoană rămâne nemișcată în raza de acțiune a senzorului. 
Senzorii de mișcare cu infraroșu este mai sensibil în zilele răcoroase decât în zilele calde. Acest lucru se datorează faptului că diferența de temperatură dintre aerul înconjurător și corpul uman este mai mare în zilele reci, senzorul sesizând ușor diferența de temperatura. Acest lucru are dezavantaje, în cazul în care senzorul este prea sensibil, senzorul va detecta și mișcarea animalelor mici creând alarme false, aprinderea inutilă a luminii. Temperatura optimă de funcționare a senzorului de mișcare pentru corpurile de iluminat este cuprinsă între 150-200 C. La temperaturi mai mari de 300 C, sensibilitatea senzorului va scădea și emisiile în infraroșu vor fi detectate mai greu4 Arhivat în 19 august 2011, la Wayback Machine.. 
Niciun sistem de detectare a mișcării nu este perfect, dar senzorii PIR sunt ideali pentru sistemul de securitate al casei.